# 愛知県道337号作手菅沼平瀬線
愛知県道337号作手菅沼平瀬線（あいちけんどう337ごう つくですがぬまひらせせん）は、愛知県新城市から愛知県豊田市に至る一般県道である。

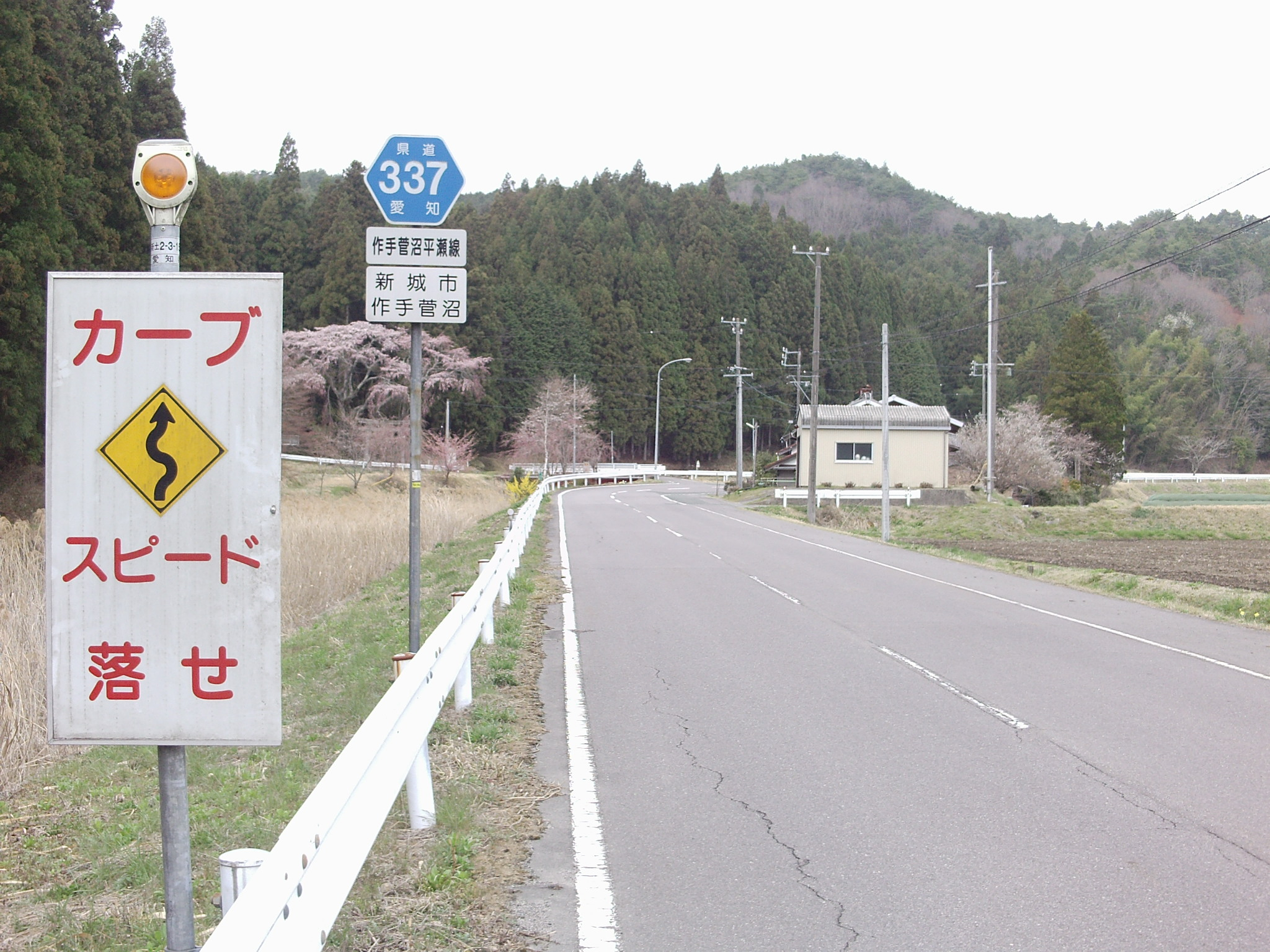
起点から上菅沼まではバス路線である。そこから先はカーブの多い山道となる。

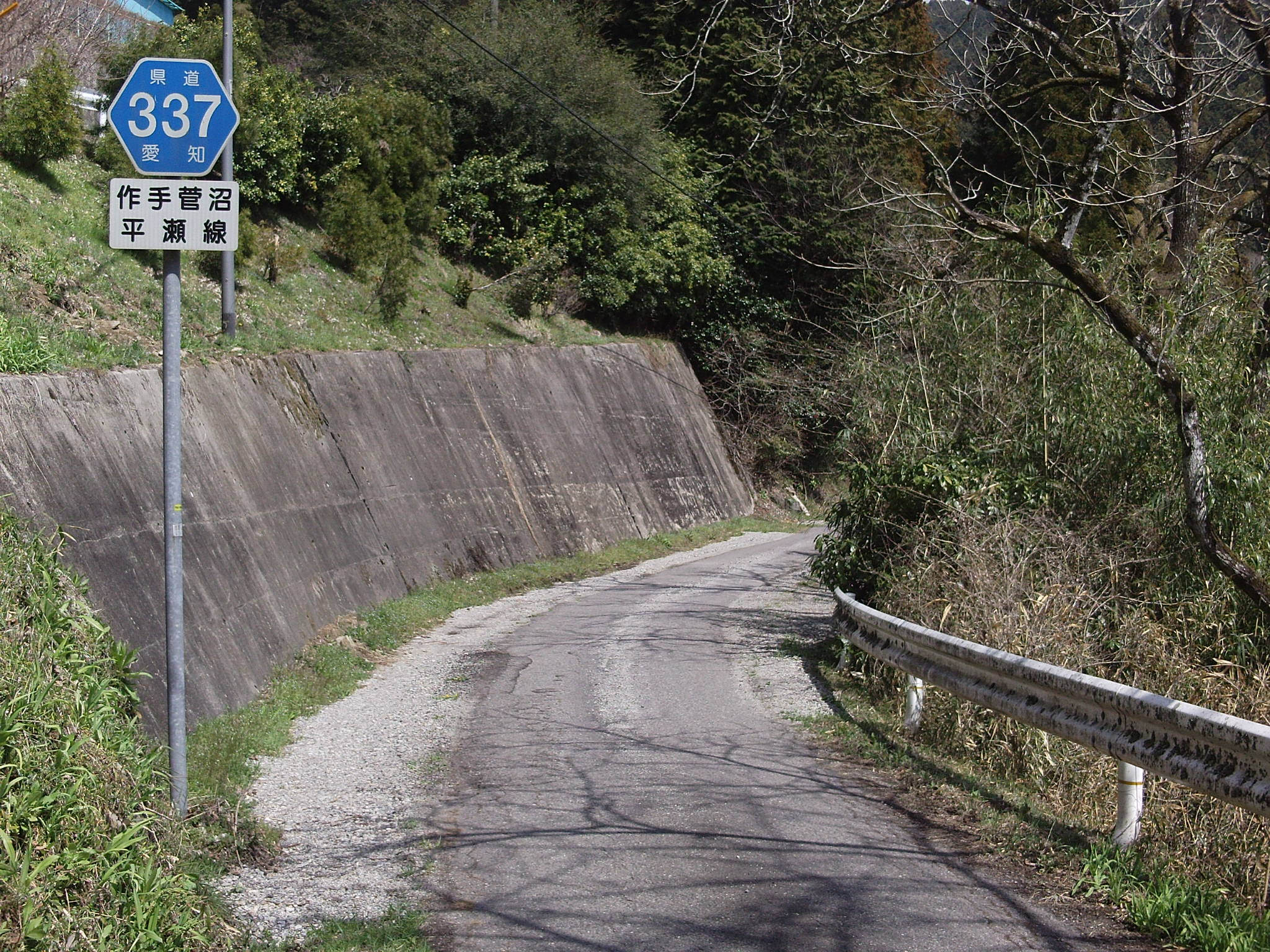
平瀬町（終点）。川の流れにぴたりと沿うようにして両脇に藪が多い区間が長く続く。この付近はマス釣り （Trout fishing） などの渓流釣りスポットである。

## 概要

### 路線データ
- 起点：愛知県新城市作手菅沼
- 終点：愛知県豊田市平瀬町

## 通過する自治体
- 愛知県
  - 新城市
  - 豊田市

## 沿革
- 1995年3月31日：それまでの愛知県道337号菅沼東大沼線を区間変更、一般県道菅沼平瀬線として認定（代わりに従前の愛知県道363号作手善夫大沼線を平瀬善夫線から善夫東大沼線に変更）。
- 2007年4月1日：一般県道作手菅沼平瀬線に改称。

## 接続する道路
- 作手街道：愛知県道35号岡崎設楽線（起点：新城市作手菅沼地内）
- 国道473号（豊田市野原町地内で重複）
- 愛知県道477号東大見岡崎線（豊田市平瀬町地内で重複）
- 愛知県道362号東大沼足助線（終点：豊田市平瀬町地内）

## 沿線
- 巴川